# نورمان باتون
نورمان باتون (بالإنجليزية: Norman William Paton)‏ هو عالم حاسوب وباحث بريطاني، ولد في 1964.